# Liste der Bodendenkmäler in Saal an der Saale
Auf dieser Seite sind die Bodendenkmäler in dem unterfränkischen Markt Saal an der Saale zusammengestellt. Diese Tabelle ist eine Teilliste der Liste der Bodendenkmäler in Bayern. Grundlage ist die Bayerische Denkmalliste, die auf Basis des Bayerischen Denkmalschutzgesetzes vom 1. Oktober 1973 erstmals erstellt wurde und seither durch das Bayerische Landesamt für Denkmalpflege geführt wird. Die folgenden Angaben ersetzen nicht die rechtsverbindliche Auskunft der Denkmalschutzbehörde.

## Bodendenkmäler in Saal an der Saale

### Bodendenkmäler in der Gemarkung Aubstadt
| Lage                | Objekt                                                                                              | Akten-Nr.     | Bild |
| ------------------- | --------------------------------------------------------------------------------------------------- | ------------- | ---- |
| Aubstadt (Standort) | Bestattungsplatz mit Grabhügeln vorgeschichtlicher Zeitstellung mit Bestattungen der Hallstattzeit. | D-6-5628-0002 |      |
| Aubstadt (Standort) | Bestattungsplatz mit Grabhügeln vorgeschichtlicher Zeitstellung mit Bestattungen der Hallstattzeit. | D-6-5628-0002 |      |

### Bodendenkmäler in der Gemarkung Saal a.d.Saale
| Lage                      | Objekt | Akten-Nr.     | Bild |
| ------------------------- | --- | ------------- | ---- |
| Saal a.d.Saale (Standort) | Bestattungsplatz mit Grabhügeln vorgeschichtlicher Zeitstellung. | D-6-5628-0021 |      |
| Saal a.d.Saale (Standort) | Bestattungsplatz mit Grabhügeln vorgeschichtlicher Zeitstellung. | D-6-5628-0021 |      |
| Saal a.d.Saale (Standort) | Siedlung der Linearbandkeramik, der Urnenfelderzeit und der Hallstattzeit. | D-6-5628-0048 |      |
| Saal a.d.Saale (Standort) | Bestattungsplatz mit verebneten Grabhügeln vorgeschichtlicher Zeitstellung mit Bestattungen der Hallstattzeit sowie Siedlung des Neolithikums.                                                                 | D-6-5628-0049 |      |
| Saal a.d.Saale (Standort) | Bestattungsplatz mit Grabhügeln vorgeschichtlicher Zeitstellung. | D-6-5628-0050 |      |
| Saal a.d.Saale (Standort) | Siedlung der Linearbandkeramik und des Mittelneolithikums. | D-6-5628-0090 |      |
| Saal a.d.Saale (Standort) | Archäologische Befunde des Mittelalters und der frühen Neuzeit im Bereich der Katholischen Pfarrkirche Mariä Himmelfahrt von Saal a.d.Saale mit ehemalige Kirchenburg.                                         | D-6-5628-0110 |      |
| Saal a.d.Saale (Standort) | Archäologische Befunde des Mittelalters und der frühen Neuzeit im Bereich der frühneuzeitlichen Katholischen Wallfahrtskirche Mariä Heimsuchung bei Saal a.d.Saale und der frühneuzeitlichen Friedhofskapelle. | D-6-5628-0158 |      |
| Saal a.d.Saale (Standort) | Siedlung vor- und frühgeschichtlicher Zeitstellung. | D-6-5628-0172 |      |
| Saal a.d.Saale (Standort) | Bestattungsplatz mit Grabhügel vorgeschichtlicher Zeitstellung. | D-6-5728-0137 |      |

### Bodendenkmäler in der Gemarkung Waltershausen
| Lage                     | Objekt | Akten-Nr.     | Bild |
| ------------------------ | --- | ------------- | ---- |
| Waltershausen (Standort) | Bestattungsplatz der mittleren bis späten Latènezeit.                                                                                 | D-6-5628-0055 |      |
| Waltershausen (Standort) | Siedlung der Hallstattzeit und der frühen Latènezeit.                                                                                 | D-6-5628-0084 |      |
| Waltershausen (Standort) | Archäologische Befunde des Mittelalters und der frühen Neuzeit im Bereich der Evangelisch-Lutherischen Pfarrkirche von Waltershausen. | D-6-5628-0161 |      |
| Waltershausen (Standort) | Archäologische Befunde des Mittelalters und der frühen Neuzeit im Bereich des Schlosses in Waltershausen.                             | D-6-5628-0162 |      |
| Waltershausen (Standort) | Bestattungsplatz mit Grabhügeln vorgeschichtlicher Zeitstellung.                                                                      | D-6-5628-0169 |      |

### Bodendenkmäler in der Gemarkung Wülfershausen a.d.Saale
| Lage                               | Objekt                                                                    | Akten-Nr.     | Bild |
| ---------------------------------- | ------------------------------------------------------------------------- | ------------- | ---- |
| Wülfershausen a.d.Saale (Standort) | Mittelalterliche bis frühneuzeitliche Landwehr, sog. Würzburger Landwehr. | D-6-5628-0178 |      |
| Wülfershausen a.d.Saale (Standort) | Mittelalterliche bis frühneuzeitliche Landwehr, sog. Würzburger Landwehr. | D-6-5628-0178 |      |